# Revista Al-Shihab (La Antorcha)
"Al-Shihab" o "Al-Choumoue" ( La Antorcha) fue una revista nacionalista saharaui fundada en 1966, en Casablanca (Marruecos), por Mohamed Sidi Brahim Basir . El periódico se utilizó como órgano de expresión pública del deseo de los saharauis a un estado propio.
Los artículos oscilaron entre temas de cultura saharaui, crónicas de opinión sobre eventos políticos en la frontera con Mauritania y escritos sobre temas políticos de corte internacional. La línea editorial se oponía tanto a la ocupación española como a las ambiciones de Marruecos sobre el Sahara Español.

## Antecedentes
Bassiri fundó el periódico cuando volvió a Casablanca a trabajar de periodist  después de haberse graduado en 1953 de los estudios de licenciatura realizados en El Cairo y Damasco. En las ciudades mencionadas recogió los ideales del socialismo pan-árabe, influenciado por los dirigentes Nasser y Baaz respectivamente, que servirían para moldear las publicaciones de esta revista. Aparte de Alchomou, también fundó Al-Assas.
En el mismo periódico Bassiri, cuya función era de editor jefe, publicó escritos que reivindicaban la independencia del Sáhara mostrando su postura contraria a las pretensiones de la política de Marruecos. Sus artículos significaron su salida de Marruecos en 1967, a la vez que supuso el fin del periódico.